# Brown (månekrater)
Brown er et nedslagskrater på Månen. Det befinder sig i den sydøstlige del af Månens forside og er opkaldt efter den engelske matematiker og astronom Ernest W. Brown (1866 – 1938).
Navnet blev officielt tildelt af den Internationale Astronomiske Union (IAU) i 1935.

## Omgivelser
Brownkrateret ligger sydvest for det fremtrædende Tychokrater. Nordvest det ligger Wilhelmkrateret, og vest for ligger Montanarikrateret.

## Karakteristika
Randen af Brownkrateret afviger fra den typiske cirkulære form, mest på grund af at satellitkrateret "Brown E" er trængt ind i den sydøstlige del. Den nordlige rand er af polygonal form. Der findes desuden en lille åbning i den vestlige rand, som fører ud mod vest.

## Satellitkratere
De kratere, som kaldes satellitter, er små kratere beliggende i eller nær hovedkrateret. Deres dannelse er sædvanligvis sket uafhængigt af dette, men de får samme navn som hovedkrateret med tilføjelse af et stort bogstav. På kort over Månen er det en konvention at identificere dem ved at placere dette bogstav på den side af satellitkraterets midte, som ligger nærmest hovedkrateret. Brownkrateret har følgende satellitkratere:
| Brown | Længde  | Bredde  | Diameter |
| ----- | ------- | ------- | -------- |
| A     | 48,1° S | 17,4° V | 16 km    |
| B     | 44,7° S | 16,1° V | 12 km    |
| C     | 47,6° S | 17,0° V | 13 km    |
| D     | 46,0° S | 16,1° V | 20 km    |
| E     | 46,8° S | 17,6° V | 22 km    |
| F     | 46,9° S | 18,3° V | 6 km     |
| G     | 45,5° S | 16,8° V | 5 km     |
| K     | 46,6° S | 15,6° V | 16 km    |

## Måneatlas
- Billeder af Brownkrateret i LPI-måneatlasset